# Brigitte Mahn-Diedering
Brigitte Mahn-Diedering (geb. Kipper; * 4. Juni 1933 in Merseburg; † 15. März 1993 in Waldenburg (Landkreis Zwickau)) war eine deutsche Designerin und Hochschullehrerin.

## Leben und Werk
Brigitte Mahn-Diedering studierte 1952/1953 am Institut für Berufsschullehrerausbildung in Halle/Saale und war danach bis 1956 Berufsschullehrerin an der Betriebsberufsschule des Reichsbahnausbesserungswerks (RAW) Eberswalde. Von 1956 bis 1961 studierte sie u. a. bei Erika Gravenstein im Fachbereich Keramik der Hochschule für industrielle Formgestaltung Halle – Burg Giebichenstein (HIF) mit dem Abschluss als Diplom-Formgestalterin. Dabei lernte sie Fritz Diedering kennen, den sie 1957 heiratete. Die Ehe ging 1977 auseinander. In zweiter Ehe war sie später mit Udo Mahn verheiratet. Von 1962 bis 1975 arbeitete Brigitte Mahn-Diedering als Industrieformgestalterin im VEB Rationalisierung der Vereinigung Volkseigener Betriebe Eisen, Blech, Metallwaren (VVB EBM) Karl-Marx-Stadt. Dort war sie ab 1974 Mitglied einer intersektionellen Konzeptionsgruppe unter der Leitung von Clauss Dietel, die die Arbeitsumwelt der großen Karl-Marx-Städter Gießerei Rudolf Harlaß gestalten sollte. Ab 1975 war sie an der HIF Leiterin des Fachbereichs Gefäßgestaltung. Ab 1979 hatte sie dort eine Dozentur, ab 1984 eine Professur. Zu ihren Schülern gehörte u. a. Thomas Reimann.
Neben der Lehrtätigkeit designete sie eine bedeutende Anzahl von Produkten, insbesondere Tafelgeräte aus Edelstahl für die Gastronomie und den privaten Haushalt, und Glasgefäße. Diese Arbeiten erfolgten fast alle als Zuarbeit für die Serienproduktion der Industrie, insbesondere den VEB Auer Besteck- und Silberwarenwerke und den VEB Glaswerk Harzkristall Derenburg. Zuweilen schuf sie auch Stücke im „Eigenauftrag“, so 1979 Weinstamper und Schnapsgläser (Glas, in die Form geblasen).
Brigitte Mahn-Diedering war bis 1990 Mitglied des Verband Bildender Künstler der DDR. Sie war in der DDR u. a. von 1967 bis 1988 von der VI. Deutsche Kunstausstellung bis zur X. Kunstausstellung der DDR in Dresden und auf Ausstellungen im Ausland vertreten.

## Werke (Auswahl)
- Schale (1975, Glas; Kunstgewerbemuseum Dresden)[5]
- Fischkessel mit Siebeinsatz (1967, Produktion in Chromnickelstahl durch VEB Auer Besteck- und Silberwarenwerke)[6]
- Menübesteck Julia (1968, Produktion in Edelstahl durch VEB Auer Besteck- und Silberwarenwerke)[7]